# Palle Kjærulff-Schmidt
Palle Kjærulff-Schmidt (født 7. juli 1931 i Esbjerg, død 14. marts 2018) var en dansk filminstruktør, der fra starten af 1960'erne i tæt samarbejde med forfatteren Klaus Rifbjerg var med til at sætte gang i et nybrud i dansk film.

## Karriere
Palle Kjærulff-Schmidt var født i en kunstnerisk familie som søn af skuespillerne Helge Kjærulff-Schmidt og Inga Thessen. Han blev student i 1949 og begyndte at beskæftige sig med teater. Han fik sin debut som teaterinstruktør på Nørrebros Teater i 1953 og var i øvrigt formand for Studenterscenen i perioden 1953-1957.
Parallelt hermed kom han ind ved ASA-studierne som instruktørassistent i 1952, og sammen med Robert Saaskin instruerede Kjærulff-Schmidt sin første spillefilm, Bundfald, i 1957, der udspillede sig blandt trækkerdrenge i København. Gennembruddet fik han med Weekend i 1962 med manuskript af Rifbjerg. Filmen var inspireret af den franske nye bølge, der var startet nogle år før, og den skildrede unge velbeslåede menneskers manglende livsmod. Der var engang en krig nogle år senere regnes for hans hovedværk og skildrer en stor drengs begyndende modning under 2. verdenskrig.
Palle Kjærulff-Schmidt lavede også radio- og tv-teater fra starten af 1960'erne. Lige som med film var han med til at forny tv-teateret i samarbejde med en anden forfatter, Leif Panduro. De to skabte stykker som Hjemme hos William, Rundt om Selma og Bertram og Lisa, et udpluk af de mange tv-teaterstykker, der lagde gaderne øde i Danmark i 1970'erne. Dertil kommer enkelte produktioner i henholdsvis Vesttyskland og Norge.
Fra sidst i 1970'erne blev der længere mellem Kjærulff-Schmidts film og tv-arbejder. Han vendte tilbage til radioen, hvor han instruerede radioteaterstykker. Han skrev også en del bøger, blandt andet med beretninger fra sine omfattende rejseaktiviteter, lige som han udstillede fotografier fra nogle af rejserne på blandt andet Brandts Klædefabrik, Kunstindustrimuseet og Louisiana.
I 1999 instruerede han Finn Methlings radiodrama Den afskyelige doktor Jarivarius og hans modbydelige dværg med hugtænderne på DR.

## Filmografi
Palle Kjærulff-Schmidt har instrueret følgende film:
- Bundfald (1957 – også manuskript)
- De sjove år (1959 – også manuskript)
- Weekend (1962)
- To (1964)
- Nordisk kvadille – afsnittet Sommerkrig (1965 – en samproduktion mellem fem nordiske instruktører)
- Der var engang en krig (1966)
- Historien om Barbara (1967)
- I den grønne skov (1968)
- Tænk på et tal (1969 – også manuskript)
- Tukuma (1984 – også manuskript)
- Peter von Scholten (1987)

Han har instrueret følgende tv-produktioner:
- Går ut i kveld (1961 – norsk tv)
- Mens vi venter på Godot (1962)
- Kollektionen (1962)
- En af dagene (1963)
- Elskeren (1964)
- Udviklinger (1970)
- Svejk i anden verdenskrig (1970)
- Et godt liv (1970)
- Hjemme hos William (1971)
- Kommunisten (1971)
- Rundt om Selma (1971)
- Stoppested (1972)
- Fru Geesches frihed (1973)
- Under observation (1973)
- I Adams verden (1973)
- Et dukkehjem (1974)
- Bertram og Lisa (1975)
- Anne og Paul (1975)
- Louises hus (1977)
- Vores år (1980)
- Mørklægning (1992)[2]
- Befrielsesbilleder: Lyse tider (1995)

## Priser og anerkendelser
- 1958: Bodilprisen for bedste danske film (Bundfald)
- 1963: Bodil for bedste danske film (Weekend)